# Cristina (supercomputador)
Cristina fue una supercomputadora de Argentina. El nombre era un homenaje a la doctora María Cristina Giordano, científica pionera de la investigación en fisicoquímica. Funcionó entre 2010 y 2017.
Se encontraba instalada desde 2010 en el Centro de Computación de Alto Desempeño (CCAD) de la Universidad Nacional de Córdoba y fue desarrollada por investigadores del Departamento de Matemática y Física de la Facultad de Ciencias Químicas de la misma Universidad junto a profesionales del  Instituto de Química del Sur del CONICET, Bahía Blanca, (INQUISUR) y a otros 3 grupos de investigación del país y fue financiada en el marco de un Proyecto de Modernización de Equipamiento de Laboratorios de Investigación (PME, Grandes Equipos), con un subsidio que la Agencia Nacional de Promoción Científica y Tecnológica.
Se trataba de un clúster de computadoras unas 500 veces más rápido que una PC. 
Se la utilizaba para investigación en nanociencia, nanotecnología, ciencia de materiales y biofísica. Permitía simular y analizar la materia a escala atómica, y concretar hasta 5 mil millones de cálculos por segundo.

## Historia
En 2004, durante el desarrollo del Primer Taller sobre las Nanociencias y las Nanotecnologías (NyN) en la Argentina realizado en la Secretaría de Ciencias, Tecnología e Innovación Productiva (SECYT), surgió la necesidad de conformar una red nacional que reuniera a todos los científicos que trabajaran en NYN y se tomó conciencia de la necesidad de un conglomerado de computadoras de alto rendimiento, que permitiese ser compartido. Este conglomerado fue financiado en el marco de un Proyecto de Modernización de Equipamiento de Laboratorios de Investigación (PME, Grandes Equipos), con un subsidio que la Agencia Nacional de Promoción Científica y Tecnológica otorgó a las cinco instituciones participantes para desarrollar un plan de trabajo conjunto en temas de simulación computacional en ciencia de materiales, nanociencia, nanotecnología y biofísica. Esas cinco instituciones fueron: El Departamento de Química Orgánica y la Unidad de Matemática y Física, de la Universidad Nacional de Córdoba, la Facultad de Ciencias Exactas y Naturales de la Universidad de Buenos Aires, el Instituto de Investigaciones Fisicoquímicas Teóricas y Aplicadas de la Universidad Nacional de La Plata, y el Instituto de Química del Sur del CONICET Bahía Blanca, que conforman la red de instituciones creadoras de este potente supercomputador, que fue instalada en la Universidad Nacional de Córdoba, y a la que tienen la posibilidad de acceder de manera remota.
A mediados de 2017 dejó de utilizarse por repetidas fallas de hardware. Tras un análisis de costos, el Rectorado de la UNC decidió reemplazar el equipo.
La máquina recibió el nombre de Cristina en memoria de la doctora María Cristina Giordano, una científica fisicoquímica cordobesa, que fuera directora del investigador Ezequiel Leiva, uno de los responsables del proyecto.

## Características
Sus características más importantes son:
- AR$ 1.520.000 fue el costo de Cristina, con aportes de la Agencia Nacional de Promoción Científica, y en menor medida por el CONICET.
- Está compuesta por 560 núcleos Intel Xeon 5420.
- 1,1 terabyte de memoria RAM
- Disco rígido de 32 terabytes.
- Realiza 5.000.000.000 operaciones por segundo.

La interconexión entre de los 560 procesadores o núcleos se realiza a través de la tecnología Infiniband, que tiene sólo unos 2 microsegundos de latencia, una diferencia de tres órdenes de magnitud respecto de la Gigabit Ethernet, utilizada por la mayoría de los clusters.